# Kenneth Noland
Kenneth Noland (Asheville, Carolina do Norte, 10 de Abril de 1924 — Port Clyde, 5 de janeiro de 2010) foi um pintor estadunidense. Foi um dos mais conhecidos pintores do estilo American Color Field, embora nos anos 1950 fosse considerado um expressionista abstrato e no início dos anos 1960, um pintor minimalista. Noland ajudou a estabelecer o movimento Washington Color School. Em 1977, foi homenageado com uma grande retrospectiva no Solomon R. Guggenheim Museum em Nova York, que depois viajou para o Hirshhorn Museum and Sculpture Garden em Washington, DC e o Toledo Museum of Art de Ohio em 1978. Em 2006, as suas Stripe Paintings foram exibido no Tate em Londres.

## Carreira
Em 1948 e 1949 Noland trabalhou com Ossip Zadkine em Paris, onde teve a sua primeira exposição de pinturas. Depois de retornar aos Estados Unidos, ele lecionou em Washington, DC na Universidade Católica (1951–1960) e no Instituto de Arte Contemporânea. No início dos anos 1950, ele conheceu Morris Louis em DC enquanto dava aulas noturnas no Washington Workshop Center for the Arts. Ele se tornou amigo de Louis, e depois de ser apresentado por Clement Greenberg a Helen Frankenthaler e de ver suas novas pinturas em seu estúdio na cidade de Nova York em 1953, ele e Louis adotaram sua técnica de "mancha-impregnação" de permitir que a tinta diluída mergulhe em telas não imprimidas. A maioria das pinturas de Noland se enquadra em um de quatro grupos: círculos (ou alvos), divisas, listras e telas em forma. Sua preocupação com a relação da imagem com o contorno da imagem o levou a uma série de estudos de anéis concêntricos ou bullseyes, comumente chamados de alvos, que, como aquele aqui reproduzido chamado Beginning from 1958, usavam combinações de cores improváveis. Isso também afastou Noland de Morris Louis em 1958. Em 1964, ele foi incluído na exposição Post-Painterly Abstraction com curadoria de Clement Greenberg, que viajou pelo país e ajudou a firmar a pintura Color Field como um novo movimento importante na arte contemporânea dos anos 1960. Noland foi pioneira na tela moldada, inicialmente com uma série de diamantes ou divisas simétricos e assimétricos. Nessas pinturas, as bordas da tela tornam-se tão estruturalmente importantes quanto o centro. Durante as décadas de 1970 e 1980, suas telas moldadas eram altamente irregulares e assimétricas. Isso resultou em estruturas cada vez mais complexas de cor e integridade de superfície altamente sofisticadas e controladas.
Em vez de pintar a tela com um pincel, o estilo de Noland era tingir a tela de cor. Essa ideia buscou afastar o artista por meio da pincelada. Isso fez com que a peça fosse sobre a arte, não sobre o artista. Ele enfatizou as relações espaciais em seu trabalho, deixando telas nuas e sem manchas como um contraste contra as cores usadas em suas pinturas. Noland usou abstração simplificada para que o design não prejudicasse o uso de cores.
Noland também ensinou; a escultora Jennie Lea Knight que estava entre suas pupilas.

## Trabalhos selecionados
- (1958) Ex-Nihilio
- (1958) Lunar Episode
- (1958) Beginning
- (1958) Inside
- (1958) Heat
- (1959) And Half
- (1959) Split
- (1959) Extent
- (1960) Back and Front
- (1960) Earthen Bound
- (1960) Play
- (1961) Highlights
- (1961) Epigram
- (1961) Turnsole
- (1963) Ringing Bell
- (1963) Drifting
- (1963) Thrust
- (1963) East-West
- (1963) New Light
- (1963) Cadmium Radiance
- (1964) Baba Yagga
- (1964) Halfway
- (1964) And Again
- (1964) Tropical Zone
- (1964) Trans West
- (1965) Stack
- (1966) Galore
- (1967) Summer Plain
- (1967) Stria
- (1967) Open End
- (1968) Transvaries
- (1969) Pan
- (1973) Interlocking Color
- (1973) Under Color
- (1975) Burnt Beige
- (1978) Oasis
- (1985) Snow and Ice
- (1989) Doors: Time Ahead
- (1999) Refresh
- (2000) Mysteries: Infanta
- (2000) Mysteries: Afloat